# أمبير فلوري
أمبير فلوري هي مغنية كندية، ولدت في 10 أبريل 1979 في دوفين في كندا.

## وصلات خارجية
- أمبير فلوري على موقع ميوزك برينز (الإنجليزية)